# Teresa (Rizal)
Teresa é um município de  segunda classe de renda municipal (d) na província Rizal, nas Filipinas. De acordo com o censo de 1 de maio  de  2020 possui uma população de 64 072 pessoas e 14 731 domicílios.